# Temas Mumanang
Temas Mumanang is een bestuurslaag in het regentschap Bener Meriah van de provincie Atjeh, Indonesië. Temas Mumanang telt 446 inwoners (volkstelling 2010).